# Bandeira da Valônia

Bandeira da Valônia. Proporção 2:3.

A Bandeira da Valônia, que foi adotada em 1975, consiste de um galo vermelho em um fundo amarelo.
O galo é um tradicional símbolo gaulês, seu uso está associado aos laços linguísticos e culturais da Valônia com a França.